# Solea turbynei
Solea turbynei är en fiskart som beskrevs av Gilchrist, 1904. Solea turbynei ingår i släktet Solea och familjen tungefiskar. Inga underarter finns listade i Catalogue of Life.